# Takanori Sugeno
Takanori Sugeno (jap. 菅野 孝憲, Sugeno Takanori; * 3. Mai 1984 in Fujimi, Präfektur Saitama) ist ein japanischer Fußballspieler.

## Karriere
Takanori Sugeno erlernte das Fußballspielen in der Jugendmannschaft von Tokyo Verdy. Seinen ersten Vertrag unterschrieb er 2003 beim Yokohama FC. Der Verein aus Yokohama, einer Stadt in der Präfektur Kanagawa, spielte in der zweithöchsten Liga des Landes, der J2 League. 2006 wurde er mit Yokohama Meister der zweiten Liga und stieg in die erste Liga auf. Das Gastspiel in der J1 League dauerte nur eine Saison. Ende 2007 musste er mit dem Club wieder den Weg in die Zweitklassigkeit antreten. Nach 186 Spielen wechselte er 2008 zum Erstligisten Kashiwa Reysol. Ende 2009 stieg er mit Kashiwa in die zweite Liga ab. Ein Jahr später gelang dem Verein als Meister der direkte Wiederaufstieg in die J1. 2011 wurde er mit Kashiwa japanischer Fußballmeister. 2012 stand er im Finale des Emperor’s Cup. Hier besiegte man Gamba Osaka mit 1:0. Den J. League Cup gewann er mit Kashiwa 2013. Im Endspiel gewann der Club mit 1:0 gegen die Urawa Red Diamonds. 2016 wechselte der Torwart zu Kyōto Sanga. Der Club aus Kyōto spielte in der zweiten Liga. Für Kyōto stand er 73-mal in der zweiten Liga im Tor. Die Saison 2018 und 2019 wurde er an den Erstligisten Hokkaido Consadole Sapporo nach Sapporo ausgeliehen. In den zwei Jahren kam er auf einen Einsatz in der ersten Liga. Nach Leihende wurde er von Sapporo Anfang 2020 fest verpflichtet. Am Ende der Saison 2024 belegte der mit Hokkaido den 19. Tabellenplatz und musste somit in die zweite Liga absteigen.

## Erfolge
Yokohama FC
- Japanischer Zweitligameister: 2006  ▲

Kashiwa Reysol
- Japanischer Zweitligameister: 2010

- Japanischer Meister: 2011

- Japanischer Pokalsieger: 2012

- Japanischer Zweitligameister Ligapokalsieger: 2013

- Japanischer Supercup: 2012

## Auszeichnungen
- J.League Best Young Player: 2007